# 能勢電気軌道1形電車
能勢電気軌道1形電車（のせでんききどう1がたでんしゃ）は、能勢電気軌道（現在の能勢電鉄）に在籍した電車である。

## 概要

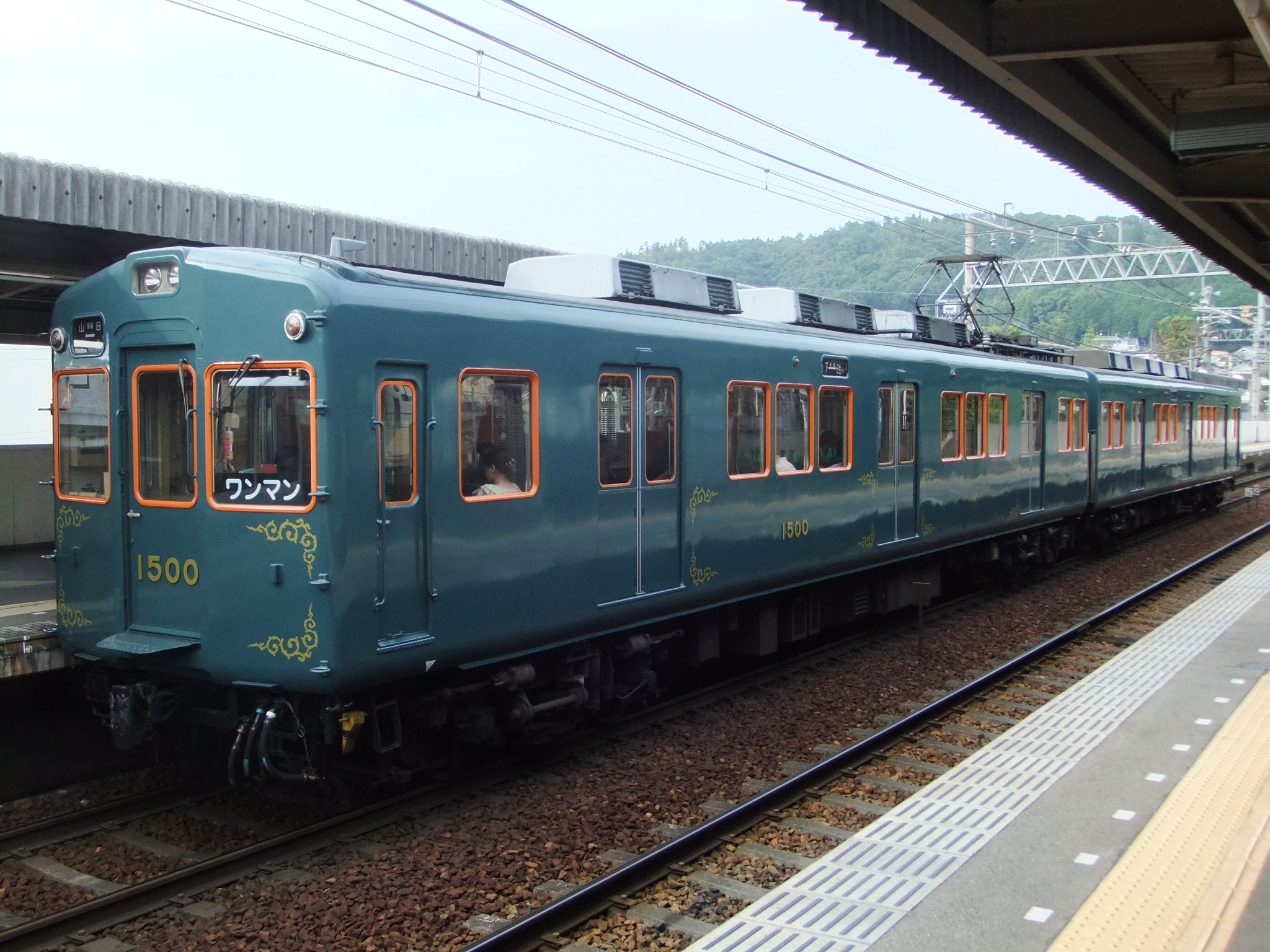
1500系の復刻塗装車

能勢電気軌道の開業時に用意された車両である。1910年（明治43年）10月10日に認可され、1912年（大正元年）11月に4両が関西車輌製造所に発注された。この4両で1913年（大正2年）4月13日の開業を迎えたが、同年中に早くも増備車5, 6が日華車輌製作所に発注されて6両体制となった。この1〜4と5, 6とは台車や機器は同一だが、扉間窓の数や屋根の形状に差異が見られる。車両は青色に塗装され、金箔で唐草模様の縁取りがなされていた。
1941年（昭和16年）9月25日に廃車となり、2〜6と1の台車がハルビン市に売却された。1の車体は絹延橋車庫で物置として利用されていたが、1957年（昭和32年）春に阪急電鉄西宮工場で修繕され、宝塚ファミリーランド内にある交通館（のちに電車館、さらにのりもの館へと改称）の収蔵品となった。ただし、車両番号表記は2である。宝塚ファミリーランドの閉館に伴い、現在は阪急電鉄正雀工場内に保管されている。
2013年には能勢電鉄の開業100周年を記念し、1500系1550Fに1形を模した復刻塗装が施された。